# هاوترودا
هاوترودا (به آلمانی: Hauteroda) یک شهر در آلمان است که در کوفهویزرکرایس واقع شده‌است. هاوترودا ۶۰۸ نفر جمعیت دارد.